# Distrikt San Juan de Jarpa
Der Distrikt San Juan de Jarpa liegt in der Provinz Chupaca in der Region Junín in Zentral-Peru. Der Distrikt wurde am 16. Oktober 1933 gegründet. Er besitzt eine Fläche von 128 km². Beim Zensus 2017 wurden 2788 Einwohner gezählt. Im Jahr 1993 lag die Einwohnerzahl bei 3642, im Jahr 2007 bei 3664. Sitz der Distriktverwaltung ist die 3646 m hoch gelegene Ortschaft San Juan de Jarpa (oder Jarpa) mit 1119 Einwohnern (Stand 2017). San Juan de Jarpa befindet sich 17,5 km westsüdwestlich der Provinzhauptstadt Chupaca.

## Geographische Lage
Der Distrikt San Juan de Jarpa befindet sich im Andenhochland im Norden der Provinz Chupaca. Der Río Cunas durchquert den Distrikt in nordnordwestlicher Richtung.
Der Distrikt San Juan de Jarpa grenzt im Westen an den Distrikt San José de Quero (Provinz Concepción), im Norden an den Distrikt Chambara (Provinz Concepción), im Nordosten an den Distrikt Ahuac sowie im Südosten und im Süden an den Distrikt Yanacancha.

## Ortschaften
Im Distrikt gibt es neben dem Hauptort folgende größere Ortschaften:
- Acac Bellavista (331 Einwohner)
- Misquipata (220 Einwohner)
- Shicuy (452 Einwohner)